# Laurent Paganelli

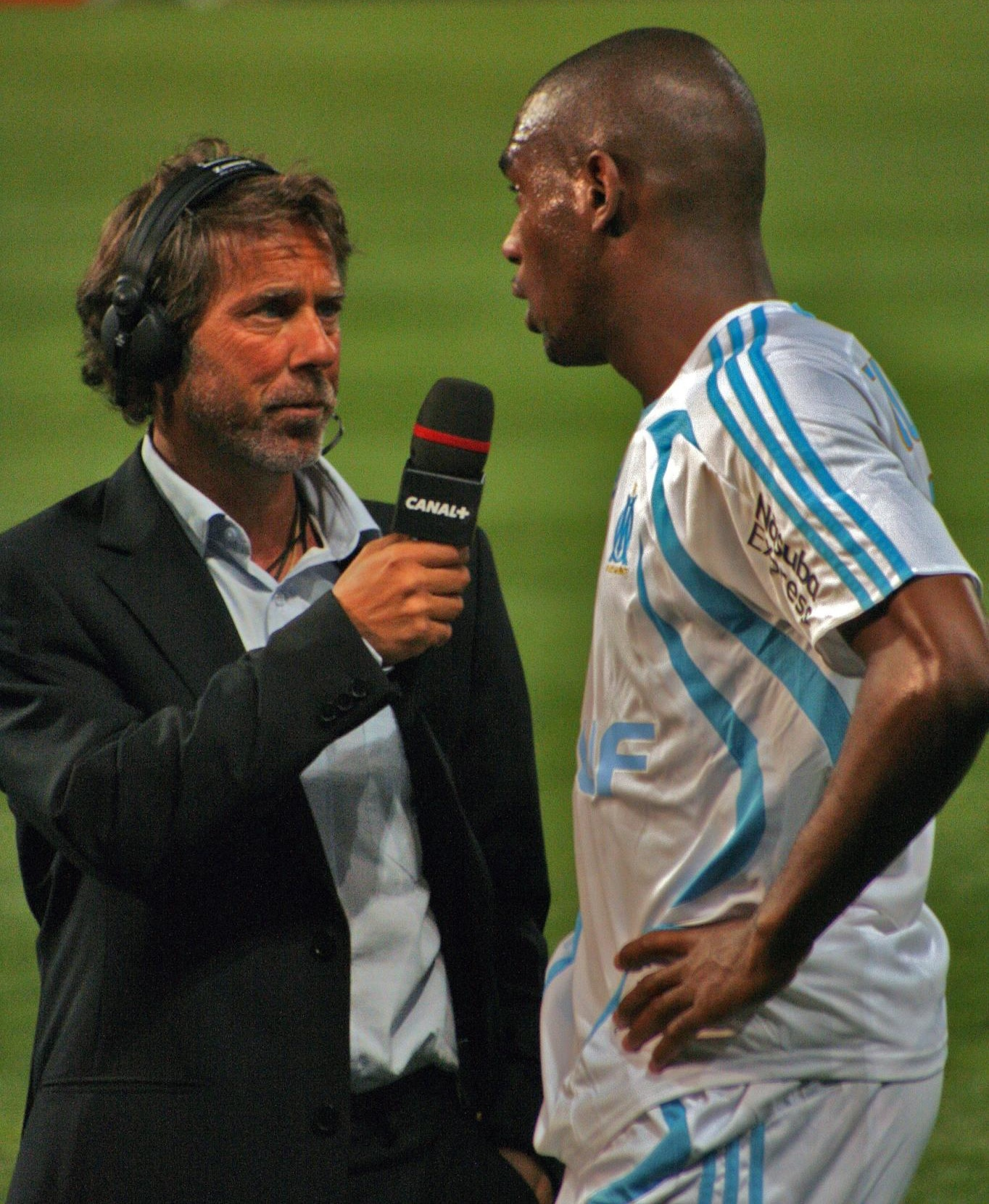
Paganelli (links) 2008 bei der Arbeit für Canal+

Laurent Paganelli (* 20. Oktober 1962 in Aubenas) ist ein ehemaliger französischer Fußballspieler, der durch sein Debüt im Alter von 15 Jahren, zehn Monaten und fünf Tagen 1978 der jüngste Spieler in der Geschichte der französischen Ligue 1 wurde. 1997 begann er eine zweite Laufbahn als Sportjournalist.

## Spielerkarriere
Der 168 Zentimeter große Mittelfeldspieler Paganelli wuchs in der südfranzösischen Stadt Avignon auf und spielte dort fünf Jahre lang für die Jugendmannschaften eines Vereins namens MJC Avignon. Dank entsprechender Leistungen wurde der damals 15-Jährige im Jahr 1978 in das französische U-16-Aufgebot zum Turnier von Montaigu berufen. Durch seine Auftritte beim Turnier weckte er das Interesse zahlreicher Klubs und galt damals als das „große Talent“ des französischen Fußballs; seine Eltern und Vertreter des Vereins aus Avignon verhalfen dem Jugendlichen letztlich zu einem Wechsel zum Erstligisten AS Saint-Étienne, der im Sommer 1978 vollzogen wurde. Trotz seines geringen Alters erhielt er einen Arbeitsvertrag mit einem monatlichen Gehalt von 2000 Francs und gehörte dem Profikader an. Am 25. August 1978 kam er bei einer Erstligapartie gegen den Paris Saint-Germain als Ersatz für den verletzten Dominique Rocheteau zur Halbzeit ins Spiel und avancierte mit seinen 15 Jahren, zehn Monaten und fünf Tagen zum jüngsten Erstligaspieler aller Zeiten. Für seine Spielweise erhielt er den Beinamen petit Mozart (kleiner Mozart). Allerdings folgten für den offensiven Mittelfeldakteur, der verschiedenen Jugendnationalmannschaften angehörte, zwischen 1978 und 1980 nicht mehr als sporadische Berufungen in die erste Mannschaft. In dieser Zeit spielte er weiterhin sowohl für die Reserve- als auch für die Jugendmannschaft, womit die Belastung trotz seiner seltenen Auftritte in der ersten Liga der eines dauerhaften Profis gleichkam. 
In der Spielzeit 1980/81 gelang ihm der Durchbruch bei Saint-Étienne und er lief regelmäßig in der höchsten französischen Spielklasse auf. Somit war er ein Teil der Mannschaft, die 1981 die französische Meisterschaft holte. Neben seinem ersten Titelgewinn auf nationaler Ebene schaffte er mit seinem Klub den Sprung ins nationale Pokalfinale 1981, das jedoch bedingt durch eine 1:2-Niederlage gegen den SEC Bastia keinen zweiten Titel einbrachte. Darüber hinaus hatte er im Verlauf derselben Saison sein Debüt auf europäischer Ebene gegeben. Anschließend verlor er mannschaftsintern wieder an Boden, durfte aber dennoch das Pokalfinale 1982 bestreiten, wobei er zum zweiten Mal an einem möglichen Gewinn der Trophäe scheiterte. Danach schaffte er nicht die dauerhafte Rückkehr in die Stammelf und erlebte zudem eine Schwarzgeldaffäre rund um seinen Verein mit. 1983 kehrte er Saint-Étienne den Rücken und hatte in seinen fünf Jahren dort mehr Ligaspiele für die zweite als für die erste Mannschaft bestritten. Die nicht erfüllten Erwartungen begründete er selbst später mit „mangelnder Professionalität“ und hohem Druck, dem er seitens der Medien ausgesetzt war.
Im selben Jahr lagen ihm Angebote des SC Toulon und der AJ Auxerre vor. Er entschied sich für einen Wechsel zum Erstligisten aus Toulon, da er aus privaten Gründen den Süden Frankreichs, wo er aufgewachsen war, bevorzugte. Bei Toulon avancierte er zunächst zum Stammspieler und wurde auch in den nachfolgenden Saisons regelmäßig aufgeboten, obwohl er ab 1984 nicht mehr fest gesetzt war. Mit der Mannschaft pendelte er zwischen Abstiegskampf und Kampf um die europäischen Plätze, wobei weder der Einzug in den Europapokal noch der Sturz in die zweite Liga Realität wurde, bis er 1988 den Verein und damit im Alter von 25 Jahren auch die Erstklassigkeit verließ. 
Im Anschluss an seinen Abgang bei Toulon unterschrieb er beim Zweitligisten FC Grenoble. Für Grenoble stand er einige Male auf dem Platz, gab aber seine Tätigkeit dort nach einigen Wochen wieder auf. In seiner Heimatstadt Avignon erhielt er beim ebenfalls zweitklassigen Verein Olympique Avignon eine neue Chance und lief in der Spielzeit 1990/91 wieder in der zweiten Liga auf. 1991 beendete er mit 28 Jahren nach 164 Erstligapartien mit 28 Toren sowie 32 Zweitligapartien mit drei Toren endgültig seine Laufbahn. Eine Berufung in die französische A-Nationalelf blieb dem Spieler, der sich trotz des frühen Beginns seiner Karriere nicht dauerhaft etablieren konnte, verwehrt.

## Leben nach der aktiven Zeit
Nach dem Karriereende kehrte der frühere Profi zu seinem Jugendklub MJC Avignon zurück, wo er sich fortan als Betreuer Jugendlichen widmete, um denen aus schweren Lebenssituationen hinauszuhelfen. 1997 wurde Paganelli beim Privatfernsehsender Canal+ als Sportkommentator eingestellt und verblieb langfristig in dieser Position. Durch seine Popularität in seinem Beruf durfte er auch beim Spiel Pro Evolution Soccer 2008 die Rolle des Kommentators übernehmen. Daneben erhielt er einen Posten als Mitarbeiter von Laurent Ruquier beim Radiosender Europe 1 und stieg für die konservative UMP in die Lokalpolitik Avignons ein.